# Paradiso (Metamorfosi)
Paradiso è il terzo album dei Metamorfosi, pubblicato dalla Progressivamente nel 2004.

## Tracce
Testi e musiche di Jimmy Spitaleri e Enrico Olivieri
1. Introduzione – 2:13
2. Sfera di fuoco – 1:20
3. Cielo dalla Luna – 2:38
4. Salita a Mercurio – 2:50
5. Cielo di Mercurio (strumentale) – 2:31
6. Salita a Venere (strumentale) – 3:37
7. Cielo di Venere (Notturno su Venere) – 3:50
8. Il Sole (strumentale) – 2:37
9. Cielo di Marte – 6:00
10. Cielo di Giove – 4:14
11. Cielo di Saturno – 3:05
12. Stelle fisse – 3:07
13. Empireo (strumentale) – 6:13
14. La chiesa delle stelle – 6:05

Durata totale: 50:20

## Musicisti
- Jimmy Spitaleri - voce
- Enrico Olivieri - pianoforte, tastiere
- Leonardo Gallucci - basso, chitarra acustica
- Fabio Moresco - batteria

Ospiti
- Marco Moracci - tastiere, arrangiamenti (brano: Il Sole)
- Claudio Bartolucci - percussioni (brano: Stelle fisse)

Note aggiuntive
- Claudio Bertolucci - tecnico del suono
- Marco Guglielmi - tecnico del suono
- Fabrizio De Carolis - masterizzazione